# São Tomé e Príncipe ai XVII Giochi paralimpici estivi
São Tomé e Príncipe ha partecipato ai XVII Giochi paralimpici estivi che si sono svolti a Parigi in Francia, dal 28 agosto all'8 settembre 2024, con una delegazione di un atleta uomo, che ha gareggiato in una disciplina.

## Atletica leggera
| Atleta     | Evento                       | Batteria  | Batteria  | Finale    | Finale    |
| Atleta     | Evento                       | Risultato | Posizione | Risultato | Posizione |
| ---------- | ---------------------------- | --------- | --------- | --------- | --------- |
| Alex Anjos | 400 metri piani T47 maschili | 56"17     | 8°        | DNQ       | DNQ       |